# Březí (district de Strakonice)
Pour les articles homonymes, voir Březí.
Březí (en allemand : Birkendorf) est une commune du district de Strakonice, dans la région de Bohême-du-Sud, en République tchèque. Sa population s'élevait à 68 habitants en 2020.

## Géographie
Březí se trouve à 12 km au nord-ouest de Blatná, à 29 km au nord-nord-ouest de Strakonice, à 78 km au nord-ouest de České Budějovice et à 79 km au sud-ouest de Prague.
La commune est limitée par Hvožďany au nord, par Bělčice à l'est, par Kocelovice au sud et par Předmíř à l'ouest.

## Histoire
La première mention de la localité remonte à 1473.

## Transports
Par la route, Bratronice se trouve à 14 km de Blatná, à 39 km de Strakonice, à 100 km de České Budějovice et à 113 km de Prague.